# Adyib
Adyib (o Anedyib) fue el sexto faraón de la dinastía I de Egipto, gobernando de c. 2910-2904 a. C..

## Reinado
En los epítomes de Manetón lo denominan Miebidos (Sexto Julio Africano) o Niebais (Eusebio de Cesarea) quien comenta que reinó 6 años. 
En el Canon Real de Turín se le llama Mergeregpen y le asignan 74 años. Figura como Merbiap en la Lista Real de Abidos y es el primer rey registrado en la Lista Real de Saqqara como Merbiapen. Adyib es su nombre de Horus, su Serej es representado por una vara y un corazón.
Prácticamente todos los egiptólogos rechazan estas cifras a favor de un reinado muy corto, debido a la escasez de datos de este faraón en los registros. Toby Wilkinson, en su reconstrucción de la Piedra de Palermo (casi contemporánea suya), le da una duración de 10. el año penúltimo y final de Adyib es registrado en el registro III del fragmento de El Cairo. Cierto que se sabe que Adyib realizó un festival Sed, algo que normalmente no ocurría hasta que el faraón había reinado durante algún tiempo considerable, pero lo justifica por el hecho de que «Adyib era adulto cuando sucedió a Den, y la celebración de un festival Sed fue considerado algo propicio para renovar el poder de un rey cuyo tiempo había pasado». La memoria del faraón Adyib fue borrada por su sucesor, quien mandó destruir todas sus estatuas y registros de su gobierno condenándolo al olvido eterno.

## Familia
Manetón comenta que es el hijo del anterior faraón, Den. Una de sus esposas fue Batirites (Betrest), la que se cree pudo haber sido madre del siguiente faraón: Semerjet, que generalmente es considerado como un usurpador. 
Den, su predecesor, disfrutó de un largo reinado de más de 30 años, lo que implica que Adyib era muy mayor cuando asumió el poder. Documentos contemporáneos sugieren que gobernó Egipto durante una época de inestabilidad política y conflictos dinásticos entre el Bajo y Alto Egipto. Se presume que Adyib procedía del Alto Egipto, concretamente de la ciudad de Abidos, donde se le recuerda como Merbiap, faraón tinita, en la lista de Saqqara encontrada en la tumba de Tunery. Adyib se vio obligado a controlar varios levantamientos en el Bajo Egipto. Se le considera un faraón, severo, violento o voluble. Fue padre del príncipe Sabu (nomarca), el cual murió a edad temprana de causas inciertas, por lo cual no pudo heredar el trono de su padre. 
La Piedra de Palermo menciona que realizó una expedición militar contra los nómadas y le cita como fundador de varias ciudades. Frecuentemente, su serej se encuentra borrado en las inscripciones de la época, hecho atribuido a su sucesor Semerjet, lo que indicaría un período de inestabilidad política. Los arqueólogos Nicolas Grimal y Wolfgang Helck encontraron grabado en las paredes y escalones de su pabellón funerario la palabra (ksn) que significa kesen la cual fue traducida por Ernest Wallis Budge como maldad, calamidad o violencia, pues se sabe que en ese período hubo un grave problema de sucesión real.

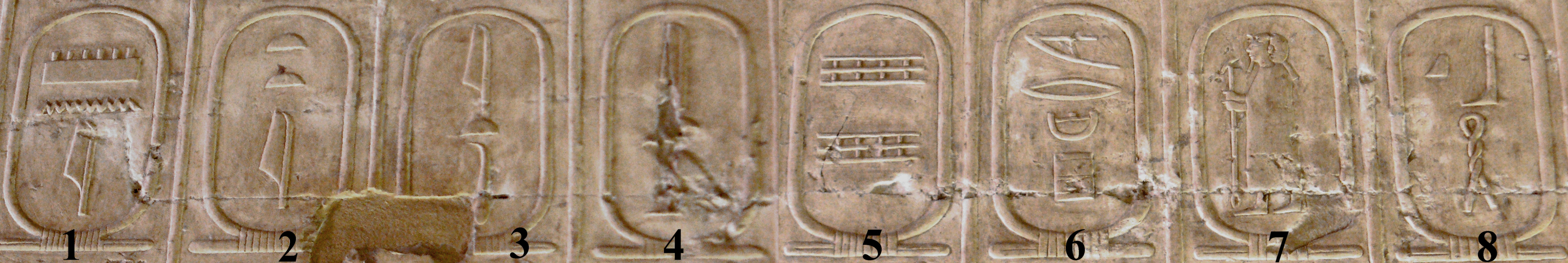
Lista Real de Abidos, con el nombre de Merbiap (cartucho n.º 6).

## Testimonios de su época

### Construcciones
Se datan de época de Andyib dos edificaciones, en Saqqara y Abidos. 
- La tumba S3038 en Saqqara, localizado al norte de las tumbas reales, con forma de pirámide escalonada.
- La tumba de Andyib, tumba X de la necrópolis de Umm el-Qaab (Abidos), que es relativamente pequeña y sencilla, con la cámara funeraria construida totalmente de madera: esta sencillez reafirma la opinión de su breve reinado. Estaba rodeada por 64 sepulturas de cortesanos, también muy sencillas.[4] la cual se considera un Cenotafio pues no se halló en ella ningún cuerpo y no tenía signos de haber sido estrenada o terminada.

### Inscripciones
Su nombre se ha encontrado impreso en diversos lugares de Egipto:
- Impresiones de sello en la tumba 3038, la tumba de Nebetka, en Saqqara (Emery)
- Impresiones de sello de una tumba en Helwan (Saad)
- Impresión de sello de una tumba en Abu Roash (Montet)
- Impresión de sello de Abidos con el nombre del rey (Petrie)
- Impresión en la necrópolis de Umm el Qaab, Abidos (Dreyer)

## Titulatura
| Titulatura | Jeroglífico | Transliteración (transcripción) - traducción - (referencias) |

| G5 |

| G5 |

| V26 · F34 |

| V26 · F34 |

| V26 · F34 |

| V26 · F34 |

| G5 |

| G5 |

| V26 · F34 |

| V26 · F34 |

| V26 · F34 |

| V26 · F34 |

| G16 |

| G16 |

| mr | N24 · N42 |

| mr | N24 · N42 |

| G16 |

| G16 |

| mr | N24 · N42 |

| mr | N24 · N42 |

| G8 |

| G8 |

|  |

| G8 |

| G8 |

|  |

| U7 · r | N42 · p |

| U7 · r | N42 · p |

| U7 · r | N42 · p |

| U7 · r | N42 · p |

| U7 · r | N42 · p |

| U7 · r | N42 · p |

| U7 · r | N42 · p |

| U7 · r | N42 · p |

| U7 · r | N42 · p |

| U7 · r | N42 · p |

| U7 · r | N42 · p |

| U7 · r | N42 · p |

| U7 · r | N42 · p |

| U7 · r | N42 · p |

| U7 · r | N42 · p |

| U7 · r | N42 · p |

| U7 · r | R7 | Z1 | p · n |

| U7 · r | R7 | Z1 | p · n |

| U7 · r | R7 | Z1 | p · n |

| U7 · r | R7 | Z1 | p · n |

| U7 · r | R7 | Z1 | p · n |

| U7 · r | R7 | Z1 | p · n |

| U7 · r | R7 | Z1 | p · n |

| U7 · r | R7 | Z1 | p · n |

| U7 · r | R7 | Z1 | p · n |

| U7 · r | R7 | Z1 | p · n |

| U7 · r | R7 | Z1 | p · n |

| U7 · r | R7 | Z1 | p · n |

| U7 · r | R7 | Z1 | p · n |

| U7 · r | R7 | Z1 | p · n |

| U7 · r | R7 | Z1 | p · n |

| U7 · r | R7 | Z1 | p · n |

| U7 · r | U17 | p · n |

| U7 · r | U17 | p · n |

| U7 · r | U17 | p · n |

| U7 · r | U17 | p · n |

| U7 · r | U17 | p · n |

| U7 · r | U17 | p · n |

| U7 · r | U17 | p · n |

| U7 · r | U17 | p · n |

| U7 · r | U17 | p · n |

| U7 · r | U17 | p · n |

| U7 · r | U17 | p · n |

| U7 · r | U17 | p · n |

| U7 · r | U17 | p · n |

| U7 · r | U17 | p · n |

| U7 · r | U17 | p · n |

| U7 · r | U17 | p · n |

### Citas
1. 1 2  Wilkinson, 1999, p. 79.
2. ↑  Wilkinson, 2000, p. 258.
3. 1 2  Clayton, 2006, p. 24.
4. ↑  Clayton, 2006, p. 25.